# Berberis petrogena
Berberis petrogena är en berberisväxtart som beskrevs av Camillo Karl Schneider. Berberis petrogena ingår i släktet berberisar, och familjen berberisväxter. Inga underarter finns listade i Catalogue of Life.